# FFA Cup (2017)
FFA Cup 2017 – czwarta edycja, australijskiego krajowego pucharu piłkarskiego FFA Cup.
W rywalizacji wzięło udział łącznie 735 drużyn z całego kraju. Drużyny z A-League oraz mistrz National Premier Leagues (NPL; Sydney United 58 FC) rozpoczęły turniej od rundy głównej (1/16 finału) razem z 21 drużynami, które uzyskały awans z rundy kwalifikacyjnej. Runda główna FFA Cup rozpoczęła się 26 lipca, zakończyła się 21 listopada 2017. Zwycięzcą rozgrywek FFA Cup została drużyna Sydney FC, która pokonała w finale drużynę Adelaide United.
Sponsorem tytularnym rozgrywek było przedsiębiorstwo Westfield Group, w związku z czym obowiązywała nazwa marketingowa Westfield FFA Cup.

## Format rozgrywek
Turniej FFA Cup został podzielony na dwa główne etapy: rundę kwalifikacyjną i rundę główną. W rundzie kwalifikacyjnej brały udział zespoły, które występowały w National Premier Leagues oraz w niższych ligach stanowych. Awans do rundy głównej uzyskały 21 drużyny i łącznie z drużynami z A-League oraz mistrzem National Premier Leagues (zapewniony start od 1/16 finału) wystąpiło od tego etapu rozgrywek 32 drużyny.
Poszczególnym federacją stanowym przypadła określona liczba miejsc w rundzie głównej:
- Football NSW (Nowa Południowa Walia): 5 drużyn;
- Football Federation Victoria (Wiktoria): 4 drużyny;
- Football Queensland (Queensland): 4 drużyny;
- Football West (Australia Zachodnia): 2 drużyny;
- Northern NSW Football (północna część Nowej Południowej Walii): 2 drużyny;
- Football Federation South Australia (Australia Południowa): 1 drużyna;
- Football Federation Tasmania (Tasmania): 1 drużyna;
- Capital Football (Australijskie Terytorium Stołeczne): 1 drużyna;
- Football Federation Northern Territory (Terytorium Północne): 1 drużyna.

Liczba miejsc została ustalona na podstawie liczby zarejestrowanych piłkarzy w danej federacji.

## Uczestnicy
| A-League | National Premier Leagues i niższe ligi stanowe | National Premier Leagues i niższe ligi stanowe |
| 10 drużyn | 22 drużyny | 22 drużyny |
| - Adelaide United - Brisbane Roar - Central Coast Mariners - Melbourne City FC - Melbourne Victory FC - Newcastle United Jets - Perth Glory FC - Sydney FC - Wellington Phoenix FC - Western Sydney Wanderers FC | - APIA Leichhardt Tigers (FNSW) - Bankstown Berries FC (FNSW) - Blacktown City FC (FNSW) - Hakoah Sydney City East (FNSW) - Hills Brumbies FC (FNSW) - Sydney United 58 FC (NPL, FNSW) - Bentleigh Greens SC (FFV) - Heidelberg United (FFV) - Hume City FC (FFV) - South Melbourne FC (FFV) - Olympia FC Warriors (FFT) | - Far North Queensland FC (FQ) - Gold Coast City FC (FQ) - Moreton Bay United FC (FQ) - Peninsula Power FC (FQ) - Broadmeadow Magic FC (NNSWF) - Edgeworth FC (NNSWF) - Sorrento FC (FW) - Western Knights SC (FW) - North Eastern MetroStars SC (FFSA) - Canberra Olympic FC (CF) - Darwin Rovers FC (FFNT) |

Objaśnienia:
1. FNSW – Football NSW;
2. FFV – Football Federation Victoria;
3. FQ – Football Queensland;
4. NNSWF – Northern NSW Football;
5. FW – Football West;
6. FFSA – Football Federation South Australia;
7. CF – Capital Football;
8. FFT – Football Federation Tasmania;
9. FFNT – Football Federation Northern Territory;
10. NPL – mistrz National Premier Leagues.

## Rozgrywki

### 1/16 finału
| Gospodarz                   | Wynik            | Gość                        |
| 26 lipca 2017               |                  |                             |
| South Melbourne FC          | 1:0              | Edgeworth FC                |
| Hills Brumbies FC           | 3:6 pd.          | Hakoah Sydney City East     |
| Bankstown Berries FC        | 2:1              | North Eastern MetroStars SC |
| Sorrento FC                 | 1:0              | Canberra Olympic FC         |
| 1 sierpnia 2017             |                  |                             |
| Heidelberg United           | 1:0              | Perth Glory FC              |
| Peninsula Power FC          | 0:2              | Melbourne City FC           |
| Olympia FC Warriors         | 0:5              | APIA Leichhardt Tigers      |
| Western Sydney Wanderers FC | 1:0 pd.          | Wellington Phoenix FC       |
| 2 sierpnia 2017             |                  |                             |
| Blacktown City FC           | 3:2              | Central Coast Mariners FC   |
| Moreton Bay United FC       | 4:2 pd.          | Broadmeadow Magic FC        |
| Gold Coast City FC          | 3:1              | Western Knights SC          |
| Darwin Rovers FC            | 0:8              | Sydney FC                   |
| 9 sierpnia 2017             |                  |                             |
| Hume City FC                | 1:1 pd. (k. 1:4) | Bentleigh Greens SC         |
| Brisbane Roar               | 1:5              | Melbourne Victory FC        |
| Sydney United 58 FC         | 7:2              | Far North Queensland FC     |
| Adelaide United             | 1:0              | Newcastle United Jets       |

### 1/8 finału
| Gospodarz               | Wynik            | Gość                        |
| 23 sierpnia 2017        |                  |                             |
| Sydney United 58 FC     | 1:1 pd. (k. 3:4) | Heidelberg United           |
| Adelaide United         | 3:0              | Melbourne Victory FC        |
| Moreton Bay United FC   | 0:1              | Gold Coast City FC          |
| South Melbourne FC      | 4:1              | Sorrento FC                 |
| 29 sierpnia 2017        |                  |                             |
| Bentleigh Greens SC     | 0:4              | Western Sydney Wanderers FC |
| Blacktown City FC       | 3:1              | APIA Leichhardt Tigers      |
| Bankstown Berries FC    | 0:3              | Sydney FC                   |
| Hakoah Sydney City East | 2:3              | Melbourne City FC           |

### Ćwierćfinały
| 13 września 2017 | Sydney FC · Buijs 7' · Brosque 51' | 2 – 0Raport | Melbourne City FC | Leichhardt Oval, Sydney Widzów: 4 102 Sędzia: Kris Griffiths-Jones |
|                  |                                    |             |                   |                                                                    |

| 13 września 2017 | Heidelberg United | 0 – 3Raport | Adelaide United · 3', 11', 61' Mileusnic | Olympic Park, Melbourne Widzów: 3 967 Sędzia: Daniel Elder |
|                  |                   |             |                                          |                                                            |

| 20 września 2017                     | Blacktown City FC · Andrew 68', 104' | 2 – 2 (pd.) k. 2:4Raport         | Western Sydney Wanderers FC · k. 3', 111' Riera | Gabbie Stadium, Sydney Widzów: 4 217 Sędzia: Katie Patterson |
|                                      |                                      |                                  |                                                 |                                                              |
|                                      |                                      | Rzuty karne                      |                                                 |                                                              |
| Gibbs · Araujo · Lynch · G. Speranza |                                      | Bridge · Scott · Lustica · Riera |                                                 |                                                              |

| 20 września 2017 | Gold Coast City FC | 0 – 6Raport | South Melbourne FC · 2', 52' Lujic · 8', 81' Millar · 37' Daley · 70' Zinni | Robina Stadium, Gold Coast Widzów: 2 907 Sędzia: Jarred Gillett |
|                  |                    |             |                                                                             |                                                                 |

### Półfinały
| 11 października 2017 | South Melbourne FC · Minopoulos 47' | 1 – 5Raport | Sydney FC · 4' Carney · 17', 66' Bobô · 73' Ryall · 83' Simon | Lakeside Stadium, Melbourne Widzów: 5 747 Sędzia: Chris Beath |
|                      |                                     |             |                                                               |                                                               |

| 24 października 2017 | Western Sydney Wanderers FC · Santalab k. 70' | 1 – 2Raport | Adelaide United · 13' Absalonsen · 58' Adlung | Campbelltown Stadium, Sydney Widzów: 5 126 Sędzia: Peter Green |
|                      |                                               |             |                                               |                                                                |

### Finał
| 21 listopada 2017 19:30 (UTC+11:00) | Sydney FC · Ninković 19' · Bobô 53'                                     | 2 – 1 (pd.)Raport | Adelaide United · 62' Mileusnic                                              | Sydney Football Stadium, Sydney Widzów: 13 452 Sędzia: Kris Griffiths-Jones |
|                                     | kartki: · Brosque 23' · Wilkshire 43' · Carney 117' · Mierzejewski 120' |                   | kartki: · 83' Adlung · 104' Ochieng · 109' Gülüm · 115' Marrone · 119' Elsey |                                                                             |

|  |  |

| SYDNEY FC                                                                                        |    |                     |      |
|                                                                                                  |    |                     |      |
| GK                                                                                               | 1  | Andrew Redmayne     |      |
| RB                                                                                               | 26 | Luke Wilkshire      | 106' |
| CB                                                                                               | 5  | Jordy Buijs         |      |
| CB                                                                                               | 4  | Alex Wilkinson      |      |
| LB                                                                                               | 7  | Michael Zullo       |      |
| CM                                                                                               | 6  | Joshua Brillante    |      |
| CM                                                                                               | 13 | Brandon O’Neill     |      |
| RW                                                                                               | 11 | Adrian Mierzejewski |      |
| CAM                                                                                              | 14 | Alex Brosque (k)    | 71'  |
| LW                                                                                               | 10 | Miloš Ninković      | 62'  |
| FW                                                                                               | 9  | Bobô                |      |
| Rezerwowi:                                                                                       |    |                     |      |
| GK                                                                                               | 30 | Tom Heward-Belle    |      |
| DF                                                                                               | 22 | Sebastian Ryall     | 106' |
| MF                                                                                               | 16 | Anthony Kalik       |      |
| MF                                                                                               | 17 | David Carney        | 62'  |
| FW                                                                                               | 18 | Matt Simon          | 71'  |
| Trener:                                                                                          |    |                     |      |
| Graham Arnold Sędzia: Kris Griffiths-Jones Sędziowie liniowi: Owen Goldrick i Lance Greenshields |    |                     |      |

| ADELAIDE UNITED |    |                        |     |
|                 |    |                        |     |
| GK              | 20 | Paul Izzo              |     |
| RB              | 2  | Michael Marrone        |     |
| CB              | 23 | Jordan Elsey           |     |
| CB              | 22 | Ersan Gülüm            | 78' |
| LB              | 19 | Ben Garuccio           |     |
| CM              | 8  | Isaías                 |     |
| CM              | 37 | Daniel Adlung          |     |
| RW              | 17 | Nikola Mileusnic       |     |
| CAM             | 10 | Karim Matmour          |     |
| RM              | 7  | Ryan Kitto             | 88' |
| ST              | 9  | Baba Diawara           | 73' |
| Rezerwowi:      |    |                        |     |
| GK              | 1  | Daniel Margush         |     |
| DF              | 4  | Ben Warland            | 78' |
| MF              | 12 | Mark Ochieng           | 88' |
| MF              | 16 | Nathan Konstandopoulos |     |
| FW              | 14 | George Blackwood       | 73' |
| Trener:         |    |                        |     |
| Marco Kurz      |    |                        |     |

| Zdobywca FFA Cup 2017         |
| ----------------------------- |
| Sydney FC 1. tytuł w historii |